# Atletismo nos Jogos Pan-Americanos de 1987 - 100 m masculino
As provas dos 100 m masculino nos Jogos Pan-Americanos de 1987 foram realizadas em 9 e 10 de agosto em Indianápolis, Estados Unidos.

## Medalhistas
| Ouro                         | Prata                   | Bronze                              |
| Lee McRae USA Estados Unidos | Ray Stewart JAM Jamaica | Juan Núñez DOM República Dominicana |

## Resultados

### Eliminatórias
Vento: Eliminatória 3: +4.2 m/s
| Posição | Eliminatória | Nome        | Nacionalidade | Tempo | Notas |
| ------- | ------------ | ----------- | ------------- | ----- | ----- |
| 1       | 3            | Ray Stewart | JAM Jamaica   | 10.03 | Q     |

### Semifinais
Vento: Eliminatória 1: +4.2 m/s, Eliminatória 2: +6.0 m/s
| Posição | Eliminatória | Nome             | Nacionalidade                | Tempo | Notas |
| ------- | ------------ | ---------------- | ---------------------------- | ----- | ----- |
| 1       | 1            | Ray Stewart      | JAM Jamaica                  | 9.89  | Q     |
| 2       | 1            | Mark Witherspoon | USA Estados Unidos           | 9.91  | Q     |
| 1       | 2            | Leandro Peñalver | CUB Cuba                     | 10.00 | Q     |
| 2       | 2            | Andrés Simón     | CUB Cuba                     | 10.04 | Q     |
| 3       | 1            | Lee McRae        | USA Estados Unidos           | 10.05 | Q     |
| 3       | 2            | Juan Núñez       | DOM República Dominicana     | 10.07 | Q     |
| 4       | 2            | Andrew Smith     | JAM Jamaica                  | 10.11 | Q     |
| 4       | 1            | Greg Barnes      | ISV Ilhas Virgens Americanas | 10.15 | Q     |

### Final
Vento: -3.4 m/s
| Posição           | Nome             | Nacionalidade                | Tempo | Notas |
| ----------------- | ---------------- | ---------------------------- | ----- | ----- |
| Medalha de ouro   | Lee McRae        | USA Estados Unidos           | 10.26 |       |
| Medalha de prata  | Ray Stewart      | JAM Jamaica                  | 10.27 |       |
| Medalha de bronze | Juan Núñez       | DOM República Dominicana     | 10.44 |       |
| 4                 | Leandro Peñalver | CUB Cuba                     | 10.53 |       |
| 5                 | Andrés Simón     | CUB Cuba                     | 10.55 |       |
| 6                 | Andrew Smith     | JAM Jamaica                  | 10.62 |       |
| 7                 | Greg Barnes      | ISV Ilhas Virgens Americanas | 10.63 |       |
| 8                 | Mark Witherspoon | USA Estados Unidos           | DNS   |       |